# کویر گندم‌بر
کویر گندم‌بر نام کویری در جنوب شهرستان کاشمر، شمال شهرستان مه‌ولات و نامیده شده بنام گندم‌بر یکی روستاهای شهرستان کاشمر است.